# BT Tower
Der BT Tower in London ist ein über die gesamte Höhe zylindrischer Fernsehturm. Die frühere Bezeichnung des Turms war Post Office Tower, nach der Privatisierung der Post 1984 dann London Telecom Tower, bis er 1992 nach der Umbenennung der Gesellschaft in British Telecommunications, kurz BT, seinen heutigen Namen BT Tower erhielt. Die Adresse lautet: 60 Cleveland Street, W1.

## Geschichte
Chefarchitekten des Londoner Fernsehturms waren Eric Bedford und G. R. Yeats. Typisch für die damalige Zeit war die verglaste Außenfassade. Die schmale Zylinderform wurde so gewählt, dass der Turm auch bei Windgeschwindigkeiten von 150 km/h nicht mehr als 25 cm ausschlägt. In den ersten 16 Stockwerken sind die Technikräume sowie die Stromversorgung untergebracht. Darüber befindet sich ein 35 Meter hoher Abschnitt mit Richtfunkantennen, welche im Jahre 2011 nahezu vollständig demontiert wurden. Auf weiteren sechs Stockwerken weiter oben findet man Besprechungsräume, Küchen sowie technische Ausrüstung. Eine Spezialfarbe verhindert, dass die Glasfront des Turms das Innere des Gebäudes aufheizt. Die Baukosten beliefen sich auf 2,5 Millionen Pfund Sterling.
Baubeginn war im Juni 1961, Fertigstellung am 15. Juli 1964. Die technische Inbetriebnahme erfolgte am 8. Oktober 1965. Die ausführende Baugesellschaft war Peter Lind & Company.
Für den Publikumsverkehr fand die Eröffnung am 16. Mai 1966 statt. Neben den Betriebseinrichtungen wurden Aussichtsplattformen, ein Souvenirladen und im 34. Stock ein Drehrestaurant Top of the Tower eingerichtet, welches in 22 Minuten eine volle Umdrehung vollzog.
Am 31. Oktober 1971 wurde von der IRA in der Herrentoilette des Drehrestaurants im 31. Stockwerk ein Bombenanschlag verübt. Die Publikumseinrichtungen wurden im Jahr 1980 aus Sicherheitsgründen geschlossen. Heutzutage sind die Aussichtsplattform und das Restaurant nur für eingeladene Gäste im Rahmen exklusiver Firmenveranstaltungen geöffnet. Die Wiedereröffnung des Restaurants war für Weihnachten 2011 geplant, dies nicht zuletzt im Hinblick auf die Olympischen Sommerspiele 2012. Die Öffnung erfolgte jedoch nur zeitweise für ausgewählte Personen.
Bis ins Jahr 1981 war der Fernsehturm das höchste Gebäude in London, bis es vom Tower 42 abgelöst wurde. Im selben Jahr wurde der Turm in The British Telecom Tower umbenannt, 1992 in BT Tower. Der Turm war bis in die 1990er Jahre hinein ein „offizielles Geheimnis“. Erst am 19. Februar 1993 wurde seine „Existenz“ durch das Parlament bestätigt. Seit 2003 steht das Gebäude unter Denkmalschutz und wird vom Vereinigten Königreich auf Stufe 2 der sogenannten listed building geführt – eine Liste, die architektonisch oder geschichtlich signifikante Bauwerke beinhaltet.

## Beschreibung
Der 189 Meter hohe BT Tower wird durch mehrere Bauwerke umgeben und steht mitten im Stadtgebiet Londons. Der Turm ist durch ein Geschäftsgebäude zu erreichen.
Der Stahlbetonschaft mit einem Durchmesser von 6,10 Metern ist von einer Höhe von 35 bis 107 Meter mit einer verglasten Manschette umgeben. Die Glasfassade hat eine Fläche von 7539 Quadratmeter. Diese verstärkt den Schaft auf einen Durchmesser von 8,50 Meter. Der Turm ähnelt in dem Bereich einem typischen Hochhaus mit einer Glas-Raster-Fassade. In diesem Bereich beherbergt der BT Tower Senderschränke und weitere technische Einrichtungen.

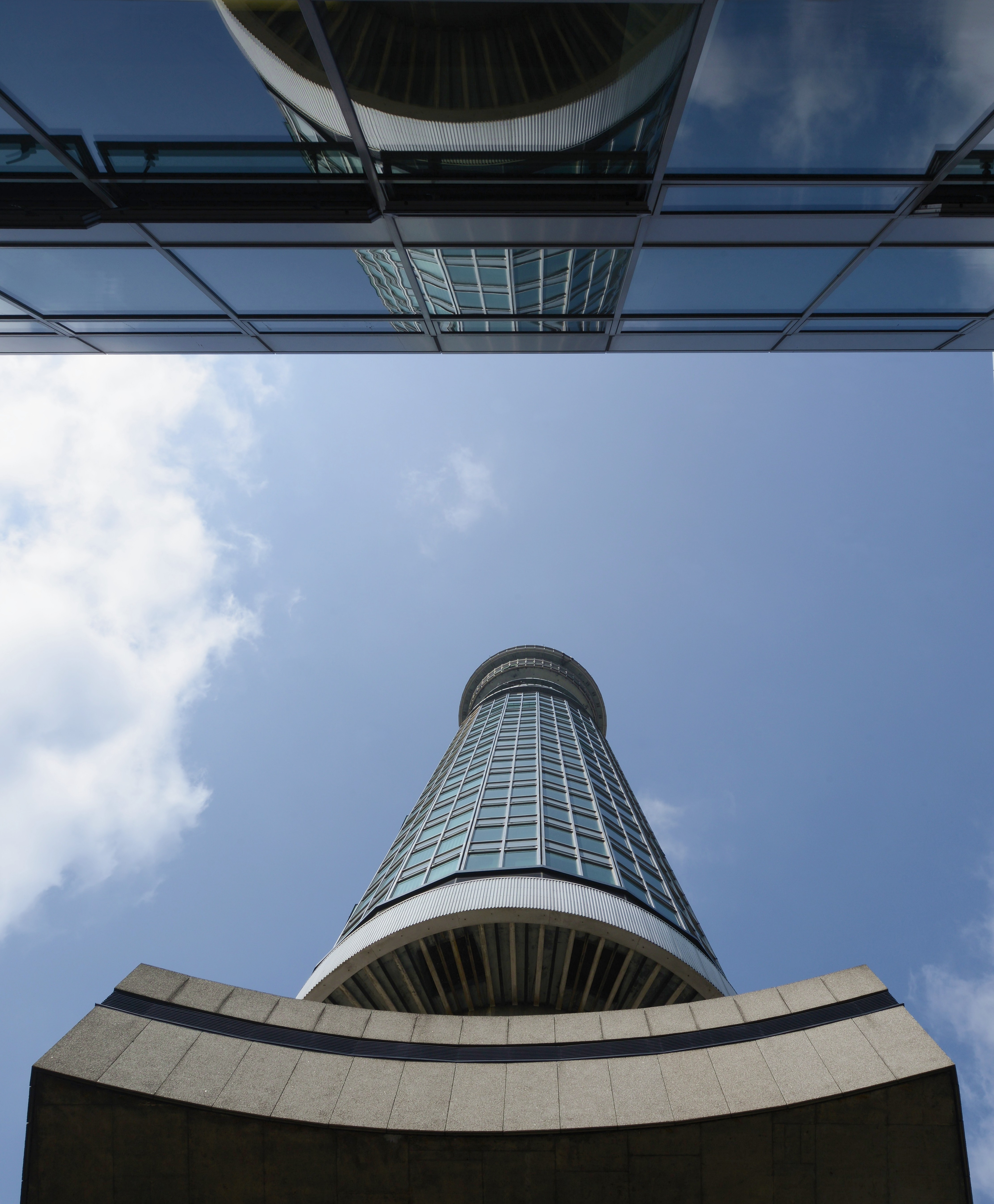
Starke Untersicht des BT Tower mit Spiegelung

Oberhalb dieser Glasfassade bis zu einer Höhe von 143 Metern sind verschiedene Antennengeschosse angebracht. Darüber befindet sich ein mehrgeschossiger Turmkorb, der im Durchmesser 20,1 Meter misst. Das Drehrestaurant befindet sich auf 162 Meter und die Aussichtsplattform auf 175 Meter Höhe. Der 6,4 Meter tiefe Pyramidenstumpf als Fundament hat einen Durchmesser von 27,4 Meter. Die Sohle des Turms besteht aus vorgespannten quadratischen Betonplatten, da der Baugrund wegen seiner Beschaffenheit schwierig ist. Trotz dieser Bedingungen wurde auf eine Pfahlgründung verzichtet. Über dem Turmkorb befindet sich auf 177 Meter das Maschinengeschoss für die Liftmotoren. Darüber bildet ein 12,2 Meter hoher Stahlgittermast die Spitze.
Der Turm dient der Ausstrahlung von Fernseh- und Radioprogrammen sowie der Übertragung von Telefon- und Datenleitungen mit einer Übertragungsreichweite von 500 Kilometer. Seine Gesamtmasse beträgt 65.400 Tonnen.